# Littoralisation

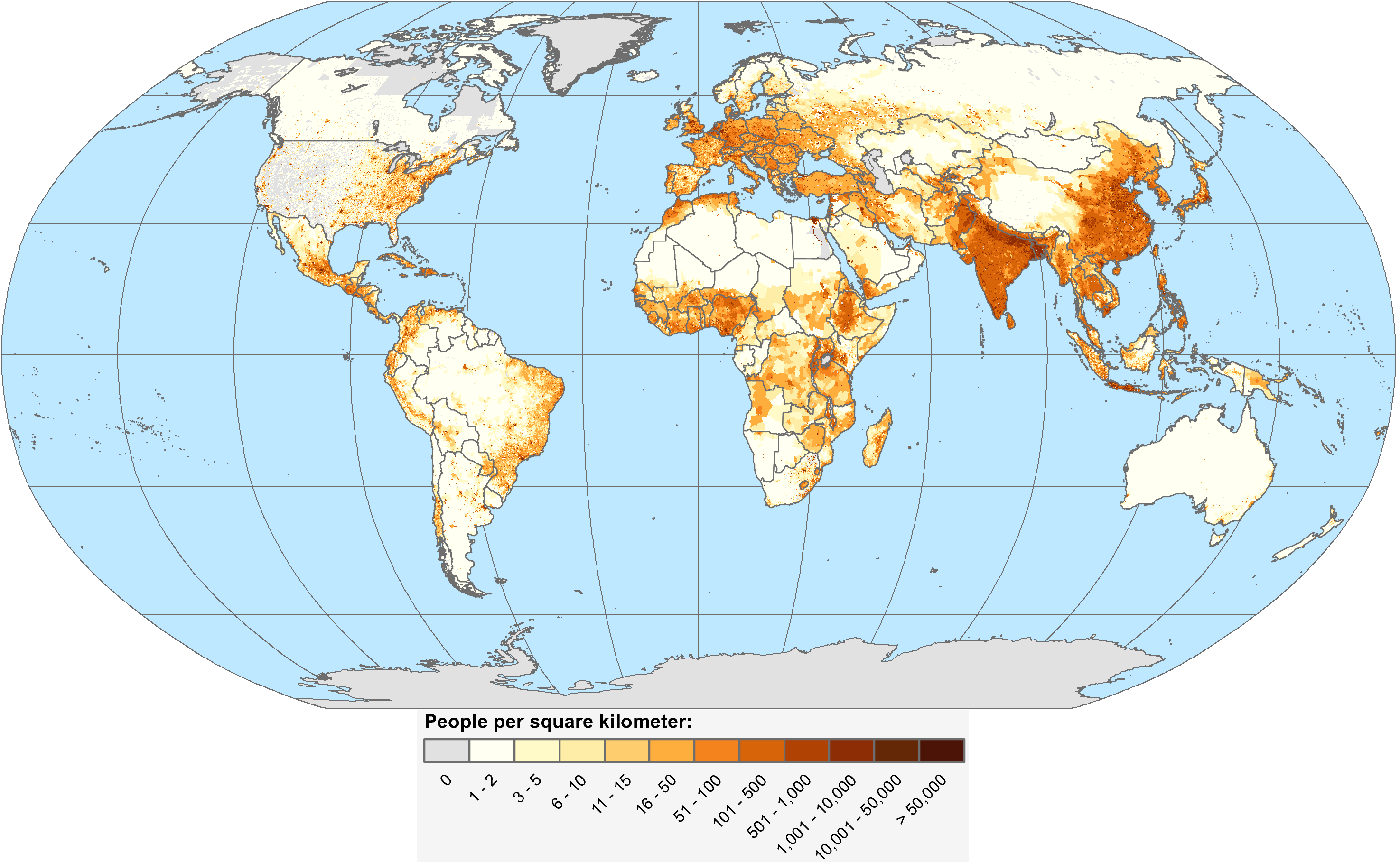
La carte de la densité de population dans le monde (en blanc les déserts, en orange les foyers) illustre la littoralisation avec plus de 20 % de la population mondiale qui vit en 2023 à moins de 30 km des côtes, plus de 50 % dans les zones côtières à moins de 100 km.

L'extension urbaine et des restaurations contestables du patrimoine bâti participent à la banalisation du paysage littoral. La dynamique d'urbanisation littorale fragilise ou referme de nombreuses vues sur la mer.

La littoralisation ou attractivité littorale est un processus alliant anthropisation littorale et mutations des activités, et qui a pris une dimension importante et mondiale depuis la seconde partie du XXe siècle.
Elle consiste en :
- une migration des populations vers les littoraux, du fait de l'attrait de certaines de leurs activités (tourisme balnéaire, loisirs[3], culture…), de leur inscription dans l'imaginaire collectif[4], des aménités paysagères (en premier lieu, les vues sur la mer et l'accès aux plages)[5] des façades maritimes, de leur réputation en matière de cadre de vie (climatisme, héliotropisme et haliotropisme), pour leurs richesses halieutiques, ou encore de l'ouverture sur la mondialisation, plus aisée qu'à l'intérieur des pays ;
- la maritimisation de l'économie, qui a accompagné le développement des transports maritimes intercontinentaux et des grands ports maritimes (zones industrialo-portuaires).

## Historique
« La plupart des civilisations ont nourri des sentiments ambivalents à l'égard de la mer, mais avec une dominante de crainte, voire de répulsion. La proximité des mers effrayait, tant pour des raisons naturelles (humidité du climat, violence des vents et des tempêtes, voire souvenir de tsunamis) que pour des raisons humaines (peur de la piraterie). L'attractivité des littoraux s'est développée au XIXe siècle avec la mondialisation, le développement des échanges et de la civilisation des loisirs ».
L'essor des transports maritimes et ferroviaires à la fin du XIXe siècle entraîne une croissance considérable des villes portuaires et accélère brutalement le phénomène de littoralisation du monde qui a commencé à l'époque moderne et qui voit fleurir les stations balnéaires. Les Trente Glorieuses consacrent ensuite l'avènement de la société des loisirs et du tourisme de masse qui atteint un apogée au milieu des années 1970. Ce marché touristique encourage les promoteurs immobiliers a créer d'imposants complexes immobiliers emblématiques de la touristification (en) (ou mise en tourisme) des littoraux. « De grandes régions touristiques se structurent, d'abord sur les côtes européennes (Côte d'Azur, Riviera italienne, Baléares, Costa del Sol ou Costa Brava en Espagne), puis dans des espaces insulaires plus lointains (Caraïbes, Seychelles, Bali) ou sur les littoraux américains (Floride, Californie) . Ces régions combinent une offre d'hébergements diversifiée (hôtels, immeubles en bord de mer), une concentration d'infrastructures de loisirs (ports de plaisance, bases de loisirs, golfs, discothèques, etc.) et une bonne desserte en transports ».
Le géographe Gérard-François Dumont invente en 1996 le néologisme de litturbanisation (mot-valise formé par l'association du terme littoral et urbanisation) pour définir le « développement de la construction et/ou du peuplement des espaces littoraux et sublittoraux ».
En 2001, l'ONU estime à 44 % la population mondiale résidant à moins de 150 km de la mer et à 50 % celle vivant à moins de 200 km. En 2010, plus de la moitié de la population mondiale vit à moins de 150 km le long des 1,6 million de kilomètres de côtes qui bordent les mers et les océans. Selon une projection démographique réalisée en 2006 par le Center for Climate Systems Research (en) de l'université Columbia, le nombre de personnes habitant à moins de 100 km des côtes devrait augmenter de 35 % entre 1995 et 2025.

## Conséquences

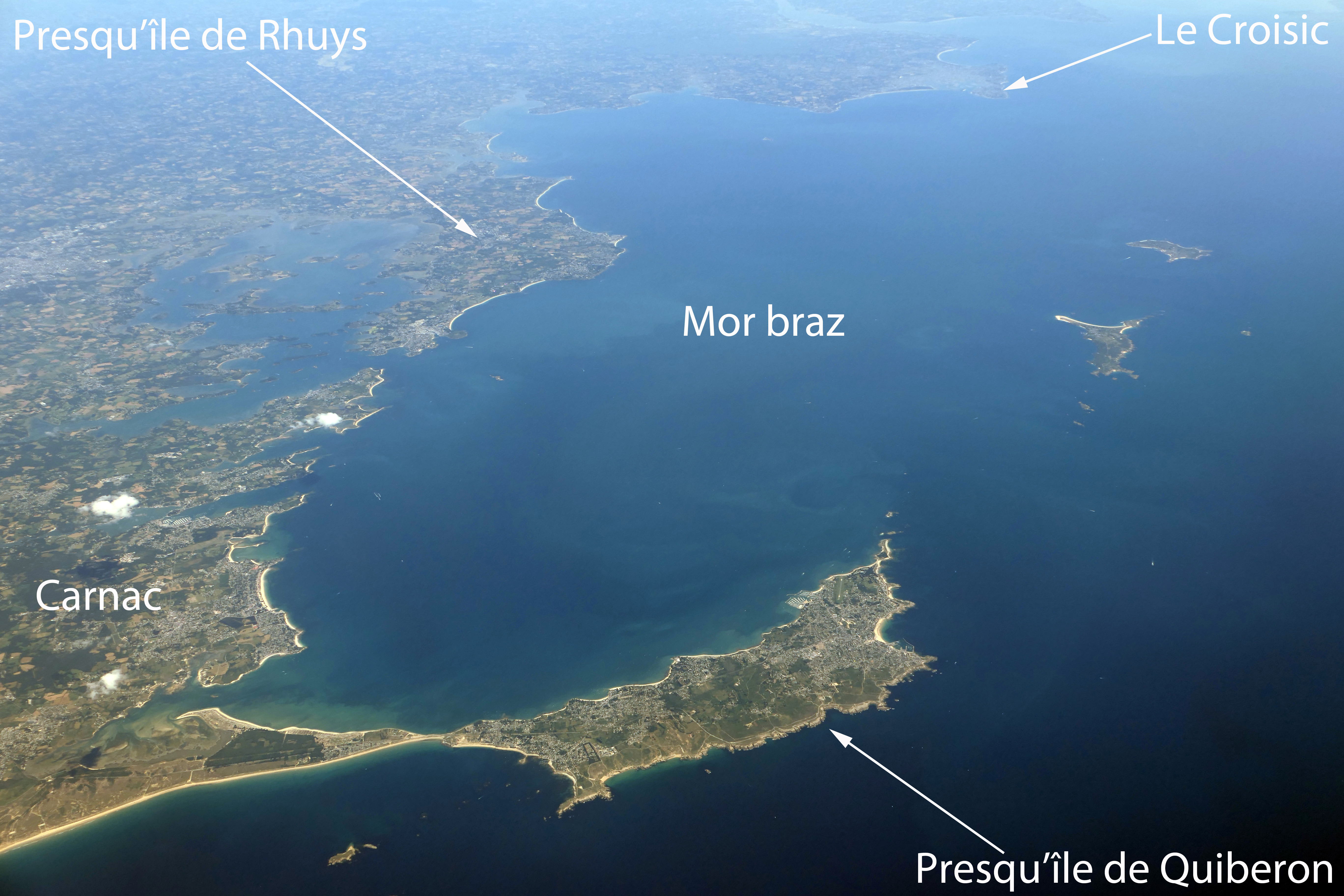
La littoralisation peut conduire à un peuplement en façade qui suscite une occupation humaine linéaire très dense le long du liseré côtier : ici la Côte des Mégalithes (golfe du Morbihan et périphéries fortement attractives du Mor braz) et la Côte d'Amour dont la résidentialisation entraîne une hausse constante des prix du foncier et des logements.

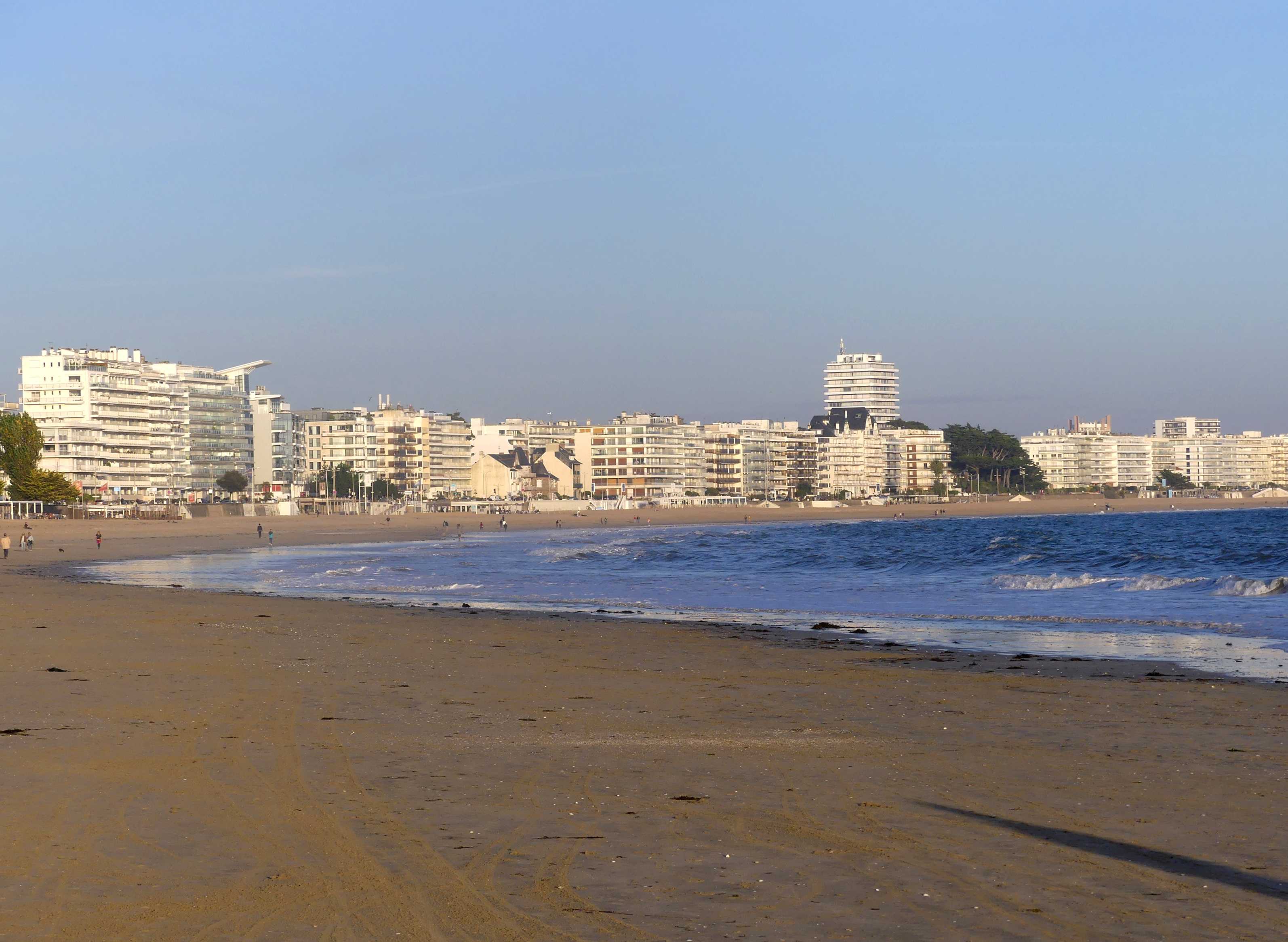
Le tourisme de masse qui se développe à La Baule à partir des années 1950-1960, induit une bétonisation du front de mer, vitrine des stations touristiques qui traduit le processus de littoralisation.

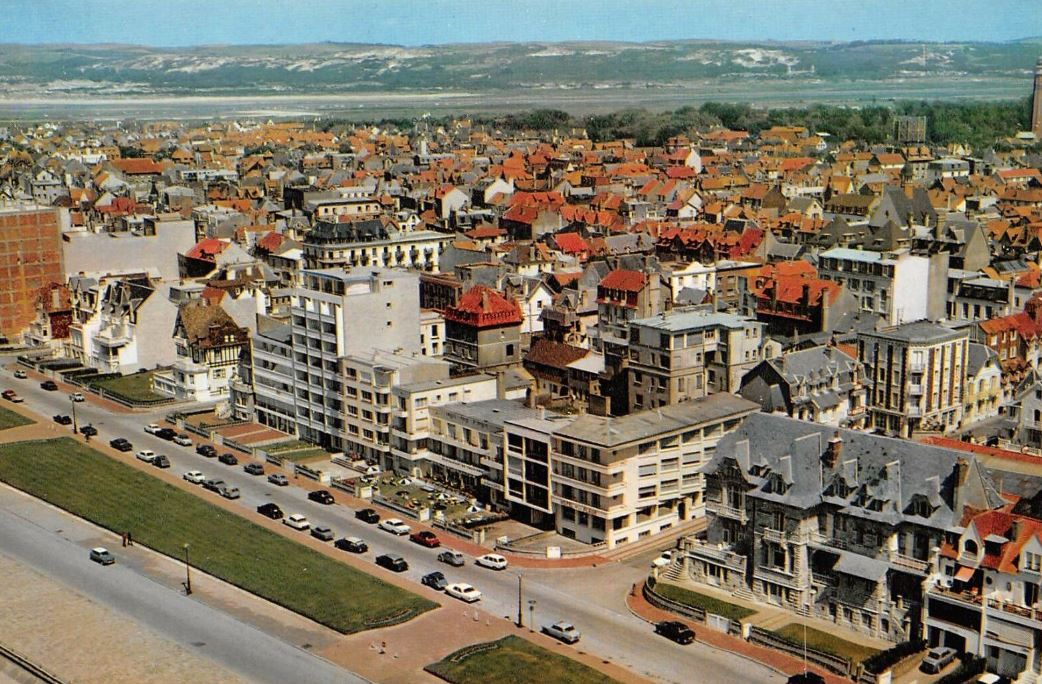
Même processus au Touquet-Paris-Plage, station balnéaire qui présente une organisation spatiale similaire, centrée sur le front de mer associant villas anciennes et immeubles d'architectures variées, boulevard, digue-promenade et plage aménagée.

Les conséquences de la littoralisation sont une concentration croissante de population sur les côtes, ce qui est à la fois un avantage (ces populations peuvent plus facilement travailler donc vivre) et un inconvénient sur cette zone à forts enjeux environnementaux, sociaux et économiques. La forte concentration de population entraîne dans certains pays des problèmes liés à l'approvisionnement en eau et à la pollution, voire des problèmes de chômage, donc de pauvreté si le phénomène est trop important, sans compter un accroissement des risques comme en témoigne le tsunami de décembre 2004 dans l'océan Indien ou celui survenu dans la région de Sendaï au Japon en mars 2011. 6 % de la population mondiale vit sur la frange littorale (à moins de 10 m d'altitude, notamment au niveau des atolls, des grands deltas). L'élévation du niveau de la mer menace ainsi les habitats de millions de personnes et est une des causes de la projection de l'ONU qui prévoit 250 millions de réfugiés climatiques dans le monde en 2050.
Principal espace touristique au monde, le littoral concentre la majorité des pratiques touristiques (tourisme balnéaire, tourisme de week-end, tourisme sportif (en), tourisme rural et de nature). Le tourisme y est souvent considéré comme une alternative économique à l'industrie ou à l'agriculture. Il favorise le sur-développement d'activités et la concentration croissante des populations et des aménagements sur le littoral et son rétro-littoral, au détriment de la désertification de l'intérieur. Cadres privilégiés de l'économie touristique et résidentielle, ces territoires littoraux particulièrement attractifs subissent d'importantes pressions anthropiques : la "course au littoral" induit une extension de l'urbanisation et des infrastructures, causes majeures de dégradation des terres (pénurie et pollution de l'eau, régression et dégradation des sols, impact paysager, perte de la biodiversité…).
Une autre conséquence est l'évolution des perceptions et des usages du littoral. L'artificialisation du littoral entraîne ce que le géographe maritimiste André Vigarié appelle la « démaritisation du littoral ». Si 260 millions de terriens ont un travail directement lié à la mer, les métiers de la mer, exercés typiquement par les gens de mer, sont de moins en moins maritimes dans les pays industrialisés comme la France alors que ceux liés à l'écotourisme, à l'économie résidentielle et l’emploi public se développent.